# Neogastromyzon kottelati
Neogastromyzon kottelati és una espècie de peix de la família dels balitòrids i de l'ordre dels cipriniformes.

## Morfologia
- Els mascles poden assolir 3,5 cm de longitud total.[5]

## Hàbitat
És un peix d'aigua dolça i de clima tropical.

## Distribució geogràfica
Es troba a Àsia: conca del riu Kapuas a Indonèsia.